# Ласкаво просимо в Чечню
«Ласкаво просимо в Чечню» (англ. Welcome to Chechnya) — документальний фільм режисера Девіда Франса про переслідування гомосексуальних людей у Чечні, що вийшов 2020 року на телеканалі HBO. Картина розповідає історії кількох ЛГБТ — людей, які намагаються таємно виїхати з Росії, та активістів, які допомагають їм. Одним із центральних героїв фільму є Максим Лапунов — перша людина, яка відкрито заявила, що стала жертвою тортур у Чечні через гомосексуальність.

## Сюжет
Фільм розповідає про систематичні тортури та вбивства ЛГБТ-людей у Чечні та групу активістів, які, ризикучи своїм життям протистоять переслідуванням ЛГБТ у Чеченській республіці.

## Реакція в Чечні
Влада Чечні не відреагувала на вихід фільму, але на державному телеканалі «Грозний» вийшов сюжет, в якому журналісти звинуватили Франса в наклепі та спробі «очорнити найстабільніший регіон Росії». Режисер-сценарист Анзор Юшаєв в інтерв'ю «Чечня сьогодні» різко розкритикував фільм ще до виходу, назвавши Франса «горе-режисером». Правозахисниця Хеда Саратова заявила, що фільм не ґрунтується на фактах і знятий для «очорніння чеченського народу». Режисер Беслан Терекбаєв також вважав, що фільм показує брехливі події, водночас додавши, що фільм технічно досконалий.